# اوثونوی
اوثونوی (به یونانی : Οθωνοί ) جزیره‌ای است که در استان جزایر ایونی و شهرستان کورفو واقع شده‌است. این جزیره غربی‌ترین نقطه در کشور یونان است که در دریای یونان قرار دارد. جمعیت این جزیره در سرشماری سال ۲۰۱۱ میلادی ، ۳۹۲ نفر اعلام شد. این جزیره در سده نوزدهم میلادی مرکز جزایر دیاپونتیا که شامل جزایر اریکووسا و ماثراکی می‌شود بوده‌است.